# Lázaro Cárdenas (hamn)
Lázaro Cárdenas är en hamn i Mexiko.   Den ligger i delstaten Michoacán de Ocampo, i den södra delen av landet, 400 km sydväst om huvudstaden Mexico City. Lázaro Cárdenas ligger 10 meter över havet.  Närmaste större samhälle är Lázaro Cárdenas, 6,8 km nordväst om Lázaro Cárdenas. 